# Cyperus undulatus
Cyperus undulatus är en halvgräsart som beskrevs av Georg Kükenthal. Cyperus undulatus ingår i släktet papyrusar, och familjen halvgräs. Inga underarter finns listade i Catalogue of Life.